# Megagonoscena viridis
Megagonoscena viridis är en insektsart som först beskrevs av Baeva 1963.  Megagonoscena viridis ingår i släktet Megagonoscena och familjen rundbladloppor.
Artens utbredningsområde är Iran. Inga underarter finns listade i Catalogue of Life.